# Blepharosis anachoretoides
Blepharosis anachoretoides là một loài bướm đêm trong họ Noctuidae.